# Smashes, Thrashes & Hits
Smashes, Thrashes & Hits är ett samlingsalbum av hårdrocksgruppen Kiss, utgivet den 16 november 1988. Skivan innehåller gamla hits samt två nyskrivna låtar: Let's Put the X in Sex och (You Make Me) Rock Hard. Balladen Beth från 1976, som Peter Criss tidigare sjungit, sjöngs istället av den ersättande trumslagaren, Eric Carr. Efter skivan tog gruppen en paus.

## Kuriosa
- KISS tog kontakt med Peter Criss. De frågade om de fick spela in en ny version av Beth. Peter gick med på det. Han visste dock inte om att bandet skulle låta Eric sjunga den. När Eric hörde detta, sökte han upp Peter och bad om ursäkt. Men Peter sade att det var lugnt.
- Paul Stanley ville inte ha paus under uppehållet utan drog på turné i USA. Där lirade han båda låtarna från Smashes-skivan.

## Låtförteckning
Sida 1:
1. Let's Put the X in Sex - (3.48)  (Stanley/Desmond Child)
2. Crazy Crazy Nights -  (3.47)   (Stanley/Adam Mitchell)
3. (You Make Me) Rock Hard - (3.26)   (Stanley/Child/Diane Warren)
4. Love Gun (Remix) - (3.18)   (Stanley)
5. Detroit Rock City (Remix) - (3.45) (Stanley/Ezrin)
6. I Love It Loud (Remix) (Simmons/Vincent)
7. Reason to Live - (4.00) (Stanley/Child)
8. Lick It Up - (3.56) (Stanley/Vincent)

Sida 2:
1. Heaven's on Fire - (3.20) (Stanley/Child)
2. Calling Dr. Love - (3.44) (Simmons)
3. Strutter (Remix) - (3.38) (Simmons/Stanley)
4. Beth (2.45) (Criss/Ezrin/Pendrige)
5. Tears Are Falling - (3.55) (Stanley)
6. I Was Made for Lovin' You - (4.30) (Stanley/Mitchell/Child)
7. Rock and Roll All Nite (Remix) - (2.56) (Simmons/Stanley)
8. Shout It Out Loud (Remix) - (3.07) (Simmons/Stanley/Ezrin)

## Medverkande
- Paul Stanley, gitarr/sång
- Gene Simmons, bas/sång
- Eric Carr, trummor/sång
- Bruce Kulick, gitarr